# الحسين بن الحجاج
أبو عبد الله الحسين بن أحمد بن محمد بن جعفر بن محمد بن الحجاج النيلي البغدادي (330هـ/ 941م - 27 جمادى الآخرة 391هـ/ 24 مايو 1001م) ويُلقَّب بالكاتب، وغالباً يُشار إليه ابن الحجاج، وهو كاتب وشاعر عربي شيعي عاش في العصر العباسي.

## سيرته
ولِدَ الحسين بن أحمد بن محمد في مدينة بغداد في أسرة شيعية مشهورة، وكانت ولادته قرابة 330هـ بحسب تحديد "علي جواد الطاهر، نقلاً عن بروكلمان ويشترك معهما فؤاد سيزكين"، ولكن سعيد الغنامي يستدل من الإشارات التاريخية في أشعاره على أنه ولد بحدود سنتي 316 إلى 317هـ.
ولا يُعرَف الكثير عن تفاصيل حياته، والمعروف عنه أنَّه تولَّى منصب الحسبة (الأمر بالمعروف والنهي عن المنكر) في بغداد في وزارة ابن بقية، وهو من أبرز أعلام الشيعة في زمنه، وتوثَّقت صلاته بيزيد بن محمد المهلبي وعضد الدولة والصاحب بن عباد وابن العميد.

## شعره
تكسَّب الحسين بن الحجاج من مديح الملوك والأمراء، وكان يميل في شعره إلى المجون والخلاعة، وضمَّن قصائده ألفاظ عاميَّة نابية، ومزجه بالدعابة والمرح والهجاء، فلقيت قصائده شعبية بين الناس، فصار يُضرَب به المثل في الدعابة والأهاجي.

### ديوانه
وقد جمع الشريف الرضي مختارات من شعره في كتاب سماه «الحَسَن من شعرِ الحُسين». وكذلك فعل هبة الله بن الحسين المعروف بهبة الله بن الحسين البديع الأسطرلابي في كتاب «درة التاج من شعر ابن حجاج» وله مختارات جمعها جمال الدين ابن نباتة في «تلطيف المزاج من شعر ابن الحجاج».مختارات من شعره. كان لأسلوبه تأثير بالغ على محمد بن مسعود البجاني.
حقق ديوانه سعيد الغانمي في 4 مجلدات انطلاقاً من مختارات الشريف الرضي.

## قالوا عنه
قال الذهبي في وصفه: «شاعر العصر، وسفيه الأدباء، وأمير الفحش...وله باع أطول في الغزل. وأما الزطاطة والتفحش، فهو حامل لوائها، والقائم بأعبائها.وكان شيعيا رقيعا، ماجنا، مزاحا، هجاء، أمة وحده في نظم القبائح، وخفة الروح، وله معرفة بفنون من التاريخ والأخبار واللغات.»  وقال أيضا: «ورأيت له أنه قال: كل ما قلته من المجون فالله يشهد أنني ما قصدت به إلا بسط النفس، وأنا أستغفر الله من هذه العثرة»

## وفاته
تُوفِّي ابن الحجاج في بلدة النيل الواقعة بين الكوفة والبصرة، وكانت وفاته في السابع والعشرين من جمادى الآخرة من سنة 391هـ، ورثاه الشريف الرضي. وأوصى ابن الحجاح "أن تُحمل جثته من النيل إلى بغداد، وكانت المسافة بينهما قرابة ثلاثة أيام مشياً، فضلاً عن مخاطر الوحوش في الطريق، وأن يُدفن ويُسجّى جثمانه عند مشهد الإمام موسى بن جعفر، عند قدميه تماماً، وأن يُكتب على قبره: ﴿﴿وَكَلْبُهُمْ بَاسِطٌ ذِرَاعَيْهِ بِالْوَصِيدِ﴾ [الكهف:18]﴾.